# Leucon meredithi
Leucon meredithi är en kräftdjursart som beskrevs av Petrescu 1991. Leucon meredithi ingår i släktet Leucon och familjen Leuconidae. Inga underarter finns listade i Catalogue of Life.